# Icayuco
Icayuco är en ort i Mexiko.   Den ligger i kommunen Santa Lucía Monteverde och delstaten Oaxaca, i den sydöstra delen av landet, 300 km sydost om huvudstaden Mexico City. Icayuco ligger 2 559 meter över havet och antalet invånare är 143.
Terrängen runt Icayuco är kuperad åt nordost, men åt sydväst är den bergig. Runt Icayuco är det ganska tätbefolkat, med 72 invånare per kvadratkilometer. Närmaste större samhälle är Villa Chalcatongo de Hidalgo, 13,2 km nordost om Icayuco. Trakten runt Icayuco består i huvudsak av gräsmarker.